# Diafounou Gory
Diafounou Gory is een gemeente (commune) in de regio Kayes in Mali. De gemeente telt 20.300 inwoners (2009).
De gemeente bestaat uit de volgende plaatsen:
- Bangassi
- Gakhé Fily
- Guidéouré
- Guiffi
- Hamdallaye
- Koméoulou
- Lee Gayel Sow
- Lee Sarakolé
- Lee Hamet Diallo
- Mounia
- Ouloguéla
- Sakaradji
- Sambaga
- Tambacara (hoofdplaats)